# Гончары (Лидский район)
Гончары́ (бел. Ганчары) — агрогородок в Лидском районе Гродненской области Беларуси. Административный центр Гончарского сельсовета.

## География
Находится в 20 км в направлении к юго-востоку от города Лида и в 100 км от Гродно. В 1,4 км к западу от агрогородка находится одноименный остановочный пункт Барановичского отделения Белорусской железной дороги. Через агрогородок пролегает автомобильная дорога P11 Лида — Новогрудок.

## Климат
Климат умеренный, с тёплым летом и мягкой зимой. Средняя температура января — минус 6,6-5 °C, июля — плюс 17-18,2 ° C. Зимой преобладают южные ветры, летом — восточные и северо-восточные. Средняя скорость ветра 3 м/сек. Годовое количество осадков 520—640 мм.

## История
В 1 км к северо-востоку от деревни, на правом берегу реки Дитва, в урочище Брод Тихоновичей расположена стоянка мезолита, раннего неолита и бронзового века. Её размеры составляют 60×40 м. Была исследована в 1962 году М. М. Чернявский. Найдены кремниевые изделия, в том числе ланцетовидные наконечники стрел яниславичской культуры, обломки ранненеолитических сосудов.
В 0,5 — 0,7 км от переправы через реку Неман, у дороги в деревню в Гончаровском лесу имеются два круглых кургана.
Опись приходов Лидского деканата в 1784 году упоминает Гончары как деревню в Белицком приходе, собственность старосты девянишского пузыря; здесь существовал трактир.
После третьего раздела Речи Посполитой (1795) — деревня в Российской империи в Лидском уезде Виленской губернии. В то время здесь располагался городской муниципалитет.

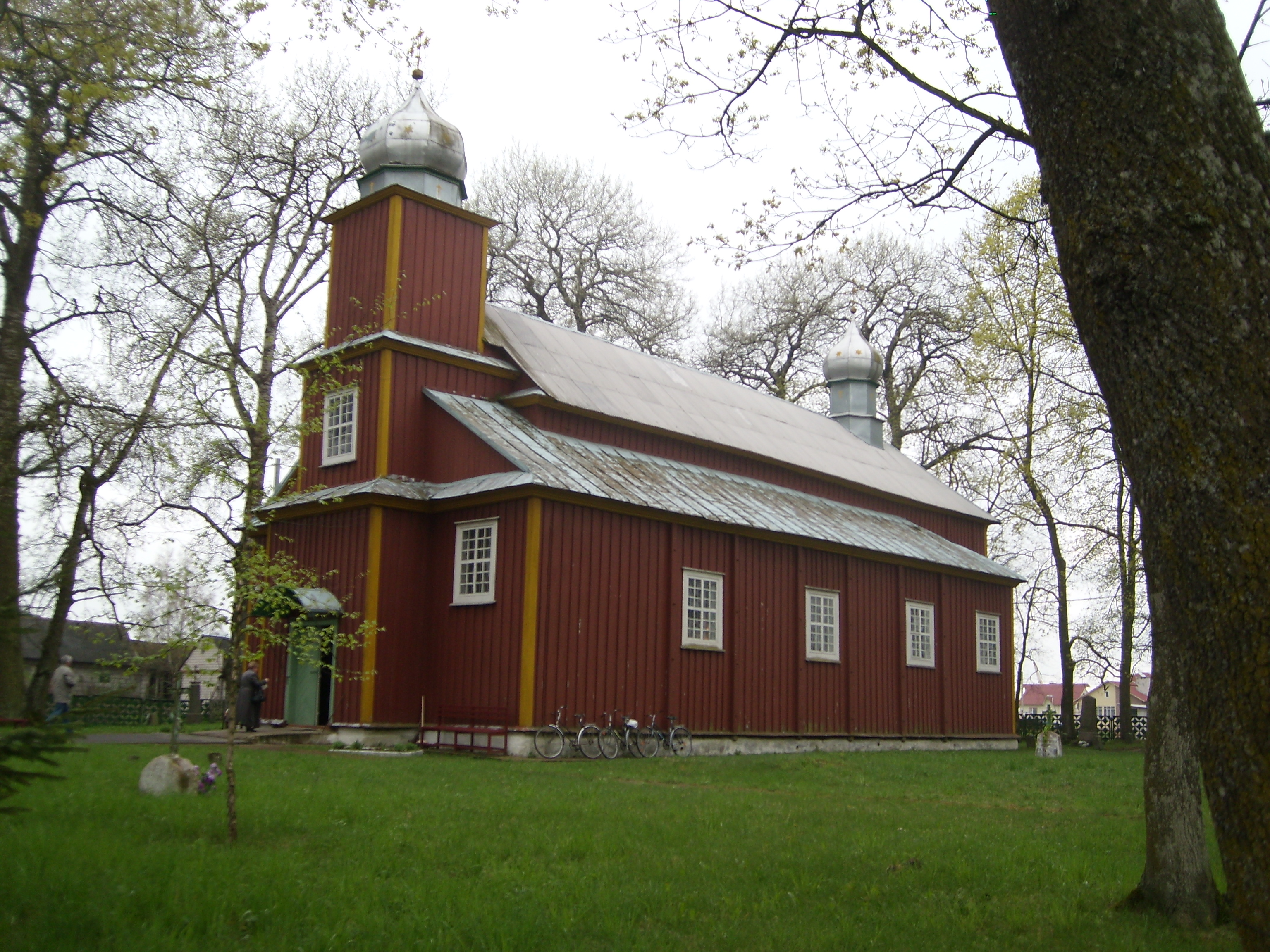

В 1915 году была оккупирована Германией. С 1921 года ─ в составе Польши в Лидском повете Новогрудского воеводства гмины Гончары до 11 апреля 1929 года, после — гмины Белица. С 1939 года вошла в состав БССР. С конца июня 1941 года до начала июля 1944 года была под немецко-фашистской оккупацией.
В 2009 году деревня Гончары преобразована в агрогородок.

## Население
- 1921 год — 307 жителей[6];
- 1996 год — 460 жителей, 175 дворов[3];
- 1999 год — 441 житель;
- 2009 год — 411 жителей.

## Культура
- Дом культуры

## Достопримечательности
- Свято-Покровская церковь (1774 год, деревянная).
- Памятник погибшим землякам.